# Polen op de Olympische Jeugdwinterspelen 2012
Polen was een van de landen die deelnam aan de Olympische Jeugdwinterspelen 2012 in Innsbruck, Oostenrijk.

## Deelnemers en resultaten
(m) = mannen, (v) = vrouwen 

### Alpineskiën
| Olympiër         | Onderdeel           | Resultaat | Prestatie                          |
| ---------------- | ------------------- | --------- | ---------------------------------- |
| Andrzej Dziedzic | super g (m)         | 23e       | 1.07,98 (+3,53)                    |
| Andrzej Dziedzic | supercombinatie (m) | -         | - (-) (1.05,69, DNF)               |
| Andrzej Dziedzic | reuzenslalom (m)    | 15e       | 1.57,31 (+5,61) (1.00,76, 56,55)   |
| Andrzej Dziedzic | slalom (m)          | -         | - (-) (DNF, -)                     |
|                  |                     |           |                                    |
| Katarzyna Wasek  | super g (v)         | -         | DSQ (-)                            |
| Katarzyna Wasek  | supercombinatie (v) | 19e       | 1.48,58 (+7,76) (1.10,14, 38,44)   |
| Katarzyna Wasek  | reuzenslalom (v)    | 26e       | 2.05,27 (+9,14) (1.02,76, 1.02,51) |
| Katarzyna Wasek  | slalom (v)          | -         | - (-) (43,63, DNF)                 |

### Biatlon
| Olympiër                                             | Onderdeel                 | Resultaat | Prestatie                                                                                            |
| ---------------------------------------------------- | ------------------------- | --------- | --- |
| Mateusz Janik                                        | 7,5 km sprint (m)         | 30e       | 22.19,6 (+2.57,9) pen.: 4 (1+3)                                                                      |
| Mateusz Janik                                        | 10 km achtervolging (m)   | 33e       | +5.53,1 pen.: 7 (1+1+3+2)                                                                            |
| Jakub Topór                                          | 7,5 km sprint (m)         | 24e       | 22.08,6 (+2.46,9) pen.: 4 (4+0)                                                                      |
| Jakub Topór                                          | 10 km achtervolging (m)   | 24e       | +4.32,5 pen.: 7 (2+2+2+1)                                                                            |
|                                                      |                           |           | |
| Beata Lassak                                         | 6 km sprint (v)           | 34e       | 20.56,1 (+3.28,4) pen.: 4 (2+2)                                                                      |
| Beata Lassak                                         | 7,5 km achtervolging (v)  | 30e       | +8.18,6 pen.:8 (1+1+4+2)                                                                             |
| Kinga Mitoraj                                        | 6 km sprint (v)           | 24e       | 19.58,2 (+2.30,5) pen.: 3 (0+3)                                                                      |
| Kinga Mitoraj                                        | 7,5 km achtervolging (v)  | 32e       | +8.21,1 pen.:9 (2+1+4+2)                                                                             |
| Kinga Mitoraj Beata Lassak Jakub Topór Mateusz Janik | gemengde estafette        | 12e       | 1:18.55,5 (+7.48,7) (2+8 2+10) 19.39,7 (1+3 2+3) 18.42,1 (0+0 0+3) 19.45,1(0+2 0+3) 20.48,6(1+3 0+1) |
| Beata Lassak Urszula Letocha Jakub Topór Dawid Bril  | biatlon/langlaufestafette | 18e       | 1:11.40,6 (4+6) 23.30,6 (0+1 4+3) 11.29,2 23.46,2 (0+1 0+1) 12.54,6                                  |

### Langlaufen
| Olympiër                                            | Onderdeel                 | Resultaat | Prestatie                                                           |
| --------------------------------------------------- | ------------------------- | --------- | ------------------------------------------------------------------- |
| Dawid Bril                                          | 10 km klassiek (m)        | 15e       | 31.27,8 (+1.59,0)                                                   |
| Dawid Bril                                          | sprint (m)                | 26e       | kwartfinale                                                         |
|                                                     |                           |           |                                                                     |
| Urszula Letocha                                     | 5 km klassiek (v)         | 16e       | 16.22,3 (+2.04,3)                                                   |
| Urszula Letocha                                     | sprint (v)                | 23e       | kwartfinale                                                         |
|                                                     |                           |           |                                                                     |
| Beata Lassak Urszula Letocha Jakub Topór Dawid Bril | biatlon/langlaufestafette | 18e       | 1:11.40,6 (4+6) 23.30,6 (0+1 4+3) 11.29,2 23.46,2 (0+1 0+1) 12.54,6 |

### Noordse combinatie
| Olympiër     | Onderdeel     | Resultaat | Prestatie                                                     |
| ------------ | ------------- | --------- | ------------------------------------------------------------- |
| Michal Pytel | Gundersen (m) | 17e       | schansspringen: 72,5 m - 120,8 p. (10e +1.07) langlaufen: DNF |

### Rodelen
| Olympiër                                                                                                | Onderdeel    | Resultaat | Prestatie                                    |
| --- | ------------ | --------- | -------------------------------------------- |
| Jakub Grzegorz Firlej                                                                                   | enkel (m)    | 22e       | 1.22,568 (+2,965) (41,243; 41,714)           |
| Jakub Grzegorz Firlej / Mateusz Robert Wozniak                                                          | dubbel (m)   | 11e       | 1.27,303 (+2,109) (43,498; 43,805)           |
| |              |           |                                              |
| Team Polen Natalia Magdalena Biesiadzka Jakub Kowalewski Jakub Grzegorz Firlej / Mateusz Robert Wozniak | gemengd team | 04e       | 2.21,913 (+3,603) 2.45,549 2.48,192 2.48,172 |
| |              |           |                                              |
| Natalia Magdalena Biesiadzka                                                                            | enkel (v)    | 18e       | 1.21,965 (+1,768) (41,044; 40,921)           |

### Schaatsen
| Olympiër                    | Onderdeel      | Resultaat | Prestatie                           |
| --------------------------- | -------------- | --------- | ----------------------------------- |
| Marcel Drwiega              | 500 m (m)      | 08e       | 80,30 (+ 4,80) [40,35 + 39,94]      |
| Marcel Drwiega              | massastart (m) | 20e       | 7.51,71 (+ 41,48)                   |
| Arthur Adam Iwaniszyn       | 1500 m (m)     | 15e       | 2.07,94 (+ 13,74)                   |
| Arthur Adam Iwaniszyn       | 3000 m (m)     | 11e       | 4.30,06 (+ 26,84)                   |
| Arthur Adam Iwaniszyn       | massastart (m) | 15e       | 7.24,81 (+ 14,58)                   |
|                             |                |           |                                     |
| Aleksandra Milena Kapruziak | 1500 m (v)     | 10e       | 2.17,29 (+ 9,12)                    |
| Aleksandra Milena Kapruziak | 3000 m (v)     | 06e       | 4.51,48 (+ 14,15)                   |
| Aleksandra Milena Kapruziak | massastart (v) | 16e       | 6.22,03 (+ 20,97)                   |
| Kaja Ziomek                 | 500 m (v)      | 16e       | 2.07,52 (+ 45,84) [1.22,75 + 44,77] |
| Kaja Ziomek                 | 1500 m (v)     | 14e       | 2.23,23 (+ 15,06)                   |
| Kaja Ziomek                 | massastart (v) | 15e       | 6.21,46 (+ 20,40)                   |

### Schansspringen
| Olympiër                                                | Onderdeel                                        | Resultaat | Prestatie                                                            |
| ------------------------------------------------------- | ------------------------------------------------ | --------- | -------------------------------------------------------------------- |
| Krzysztof Leja                                          | individueel (m)                                  | 14e       | 206,3 ptn. (64,5 m en 66,0 m)                                        |
|                                                         |                                                  |           |                                                                      |
| Magdalena Palasz                                        | individueel (v)                                  | 14e       | 77,7 ptn. (40,5 m en 43,5 m)                                         |
|                                                         |                                                  |           |                                                                      |
| Team Polen Magdalena Palasz Michal Pytel Krzysztof Leja | gemengd team noordse combinatie / schansspringen | 12e       | 210,8 + 215,4 = 426,2 pnt. 031,8 + 023,4 084,9 + 090,7 094,1 + 101,3 |